# Göran Andersson i Gersilla
Göran Andersson (i riksdagen kallad Andersson i Gersilla), född 24 september 1789 i Kung Karls socken, död 11 juni 1858 i Kung Karls socken, var en svensk riksdagsman i bondeståndet.
Andersson företrädde Åkerbo härad av Västmanlands län vid riksdagen 1828–1830. Han var då ledamot i bondeståndets enskilda besvärsutskott, i opinionsnämnden och i förstärkta konstitutionsutskottet.